# Folos

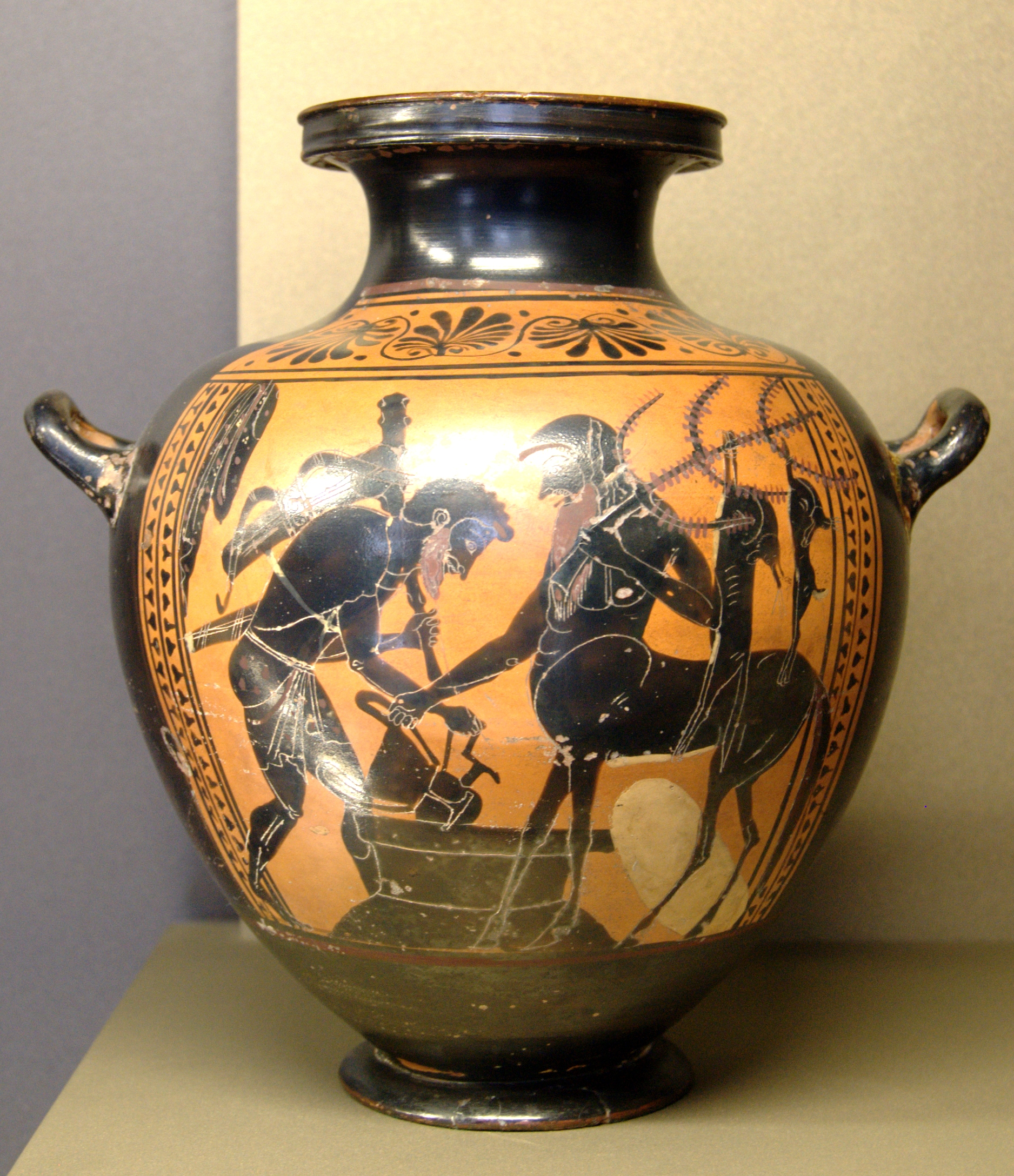
Herákles a Folus, černě malovaná hydria, 520–510 př. n. l., Louvre

Folos (latinsky Pholus) je v řecké mytologii jeden z Kentaurů. Divoké Kentaury převyšoval vzděláním a moudrostí, byl přítelem hrdiny Hérakla.
Když Héraklés plnil čtvrtý z dvanácti těžkých úkolů, které mu uložil mykénský král Eurystheus, a to polapit erymanthského kance, dostal se ke Kentaurům. To bylo v době, kdy se shromažďovali Argonauti na dlouhou cestu a Héraklés se po splnění čtvrtého úkolu k nim připojil.
Héraklés přišel ke Kentaurům, půl koním, půl mužům, Folos ho uvítal a na uctění načal velkou nádobu s vínem. Patřilo všem Kentaurům a ti jakmile ucítili silnou vinnou vůni, vrhli se na Fola. Héraklés je odehnal a oni na útěku doběhli až do jeskyně moudrého Cheiróna a tam se spustila mela. Héraklés zuřivé Kentaury zahnal na útěk, některé z nich poranil a zahubil svými otrávenými šípy. Mezi nimi však zranil také Cheiróna, ale protože ten byl nesmrtelný, šíp ho nemohl zahubit. Cheirón prožíval těžká bolestná muka, ale nakonec se dobrovolně vzdal své nesmrtelnosti výměnou za život Prométheův.
Folos také zahynul, ne při šarvátkách, ale pro vlastní nešikovnost: zvědavě vyjmul z pouzdra jeden z otrávených šípů, ten mu nešťastně spadl na nohu a Folos na místě zemřel.